# 4804 Pasteur
4804 Pasteur је астероид главног астероидног појаса чија средња удаљеност од Сунца износи 2,690 астрономских јединица (АЈ).
Апсолутна магнитуда астероида је 11,6.